# クリスティーナ・チットウッド
クリスティーナ・チットウッド（英語: Christina Chitwood, 1990年3月21日 - ）は、アメリカ合衆国出身、イギリスの女性アイスダンス選手。パートナーはマーク・ヘンレッティー。
2009年ヨーロッパフィギュアスケート選手権、2010年世界フィギュアスケート選手権イギリス代表。

## 経歴
1990年アメリカ合衆国サウスダコタ州スーフォールズに生まる。幼少時はスキー、空手でも才能を見せ大きな大会で成績を残している。1996年からスケートを始める。兄ウィル・チットウッドとペアを組み、低年齢クラス時には全米ジュニアフィギュアスケート選手権本選にも進出した。その後兄とともにアイスダンスに転向したがまもなくカップルを解散。ペア競技に戻った兄ウィルに対しクリスティーナはアイスダンスに専念する。2004-05年シーズンにはステファン・チェイスマンとのカップルで全米フィギュアスケート選手権ジュニアクラス本選に進出した。
2006年にイギリスのマーク・ヘンレッティーとのカップルを結成したことからイギリスに所属する。2008-09年シーズンに初めて国際競技会に出場、2008年パベルロマンメモリアル、2009年NRW杯でそれぞれ3位の成績を残し、またイギリス代表として2009年ヨーロッパフィギュアスケート選手権、2010年世界フィギュアスケート選手権に出場した。
2009-10年シーズン終了後、パートナーのヘンレッティとともに競技からの引退、プロスケーターへの転進を表明した。

## 主な戦績
| 大会/年          | 2006-07 | 2007-08 | 2008-09 | 2009-10 |
| ---------------- | ------- | ------- | ------- | ------- |
| 世界選手権       |         |         |         | 23      |
| 欧州選手権       |         |         | 18      |         |
| イギリス選手権   | 7       | 3       | 4       | 3       |
| モンブラン杯     |         |         |         | 4       |
| アイスチャレンジ |         |         |         | 4       |
| NRW杯            |         |         |         | 3       |
| ネーベルホルン杯 |         |         | 10      | 8       |
| ロマン記念       |         |         | 3       |         |

### 詳細
| 2009-2010 シーズン  |                                                    |          |          |         |          |
| 開催日              | 大会名                                             | CD       | OD       | FD      | 結果     |
| 2010年3月23日-26日  | 2010年世界フィギュアスケート選手権（トリノ）       | 24 24.70 | 20 44.27 | -       | 23       |
| 2010年2月4日-6日    | 2010年モンブラントロフィー（クールマイユール）     | 6 28.12  | 3 45.16  | 5 71.36 | 4 144.64 |
| 2009年11月26日-28日 | イギリスフィギュアスケート選手権（シェフィールド） | 3 27.14  | 4 48.87  | 3 76.38 | 3 152.39 |
| 2009年11月6日-8日   | 2009年NRW杯（ドルトムント）                        | 2 29.46  | 2 49.25  | 3 77.34 | 3 156.05 |
| 2009年10月28日-30日 | 2009年アイスチャレンジ（グラーツ）                 | 5 28.3   | 4 47.2   | 4 74.65 | 4 150.15 |
| 2009年9月24日-26日  | 2009年ネーベルホルン杯（オーベルストドルフ）       | 7 29.02  | 6 45.06  | 9 72.14 | 8 146.22 |

| 2008-2009 シーズン  |                                                        |          |          |          |           |
| 開催日              | 大会名                                                 | CD       | OD       | FD       | 結果      |
| 2009年1月20日-25日  | 2009年ヨーロッパフィギュアスケート選手権（ヘルシンキ） | 20 23.75 | 18 44.56 | 17 66.67 | 18 134.98 |
| 2009年1月11日-16日  | イギリスフィギュアスケート選手権（ノッティンガム）     | 4 20.03  | 3 45.52  | 4 67.51  | 4 133.06  |
| 2008年11月14日-16日 | 2008年パベルロマンメモリアル（オロモウツ）             | 5 27.32  | 2 46.77  | 3 70.08  | 3 144.17  |
| 2008年9月25日-27日  | 2008年ネーベルホルン杯（オーベルストドルフ）           | 9 25.55  | 9 41.5   | 10 64.98 | 10 132.03 |

| 2007-2008 シーズン |                                                    |         |         |         |          |
| 開催日             | 大会名                                             | CD      | OD      | FD      | 結果     |
| 2008年1月7日-12日  | イギリスフィギュアスケート選手権（シェフィールド） | 4 23.83 | 2 48.25 | 3 73.05 | 3 145.13 |

| 2006-2007 シーズン |                                                    |         |         |         |          |
| 開催日             | 大会名                                             | CD      | OD      | FD      | 結果     |
| 2007年1月9日-13日  | イギリスフィギュアスケート選手権（ノッティンガム） | 7 15.99 | 5 34.17 | 7 57.11 | 7 107.27 |